# Stenagrion dubium
Stenagrion dubium là loài chuồn chuồn trong họ Coenagrionidae. Loài này được Laidlaw mô tả khoa học đầu tiên năm 1912.